# Ucar (Hiszpania)
Ucar – gmina w Hiszpanii, w Nawarze, o powierzchni 11,85 km². W 2011 roku gmina liczyła 177 mieszkańców.